# La rueda de la suerte (Chile)
La rueda de la suerte es un concurso de televisión chileno emitido por Canal 13. Fue emitido anteriormente por el mismo canal en 1979 bajo el nombre de La rueda de la fortuna.

## Antecedentes
La primera adaptación chilena de Wheel of Fortune ocurrió en 1979 cuando Canal 13 realizó el programa La rueda de la fortuna, el cual era conducido por Rodolfo Torrealba y contaba con Elisa de Larraechea como modelo. El concurso fue emitido por primera vez el 21 de marzo de 1979, y el formato era similar al de la primera versión estadounidense, en la que los participantes acumulaban dinero para canjearlo por productos que se encontraban en el estudio.
El programa era dirigido por Reynaldo Sepúlveda (con la producción a cargo de Carmen Abugarade, Aida Montanari y Verónica Fernández) y grabado en los Estudios KV (ubicados en Catedral 1850, en el centro de Santiago). Se emitía los días miércoles a las 20:00 y su cortina musical correspondía al tema «New Country» de Jean-Luc Ponty.

## Presentadores
El programa es presentado por Diana Bolocco, quien ha presentado diversos programas de concursos en Canal 13, como por ejemplo ¿Quién quiere ser millonario? Alta tensión y Ruleta rusa. Como modelo está acompañada por el actor Yair Juri, quien se hizo famoso en Chile por su caracterización como un personaje indio en una serie de comerciales televisivos de Té Supremo.

## Mecánica
El panel consta de 52 casillas en blanco, en la cual se encuentra una letra por casilla. Posee cuatro filas: la superior y la inferior poseen 12 casillas, mientras que las 2 filas centrales poseen 14 casillas.
La rueda cuenta con 24 espacios, los que poseen casillas con distintos valores en dinero, además de casillas que multiplican el valor y casillas negativas ("quiebra" y "pierde turno").